# Hawker Siddeley

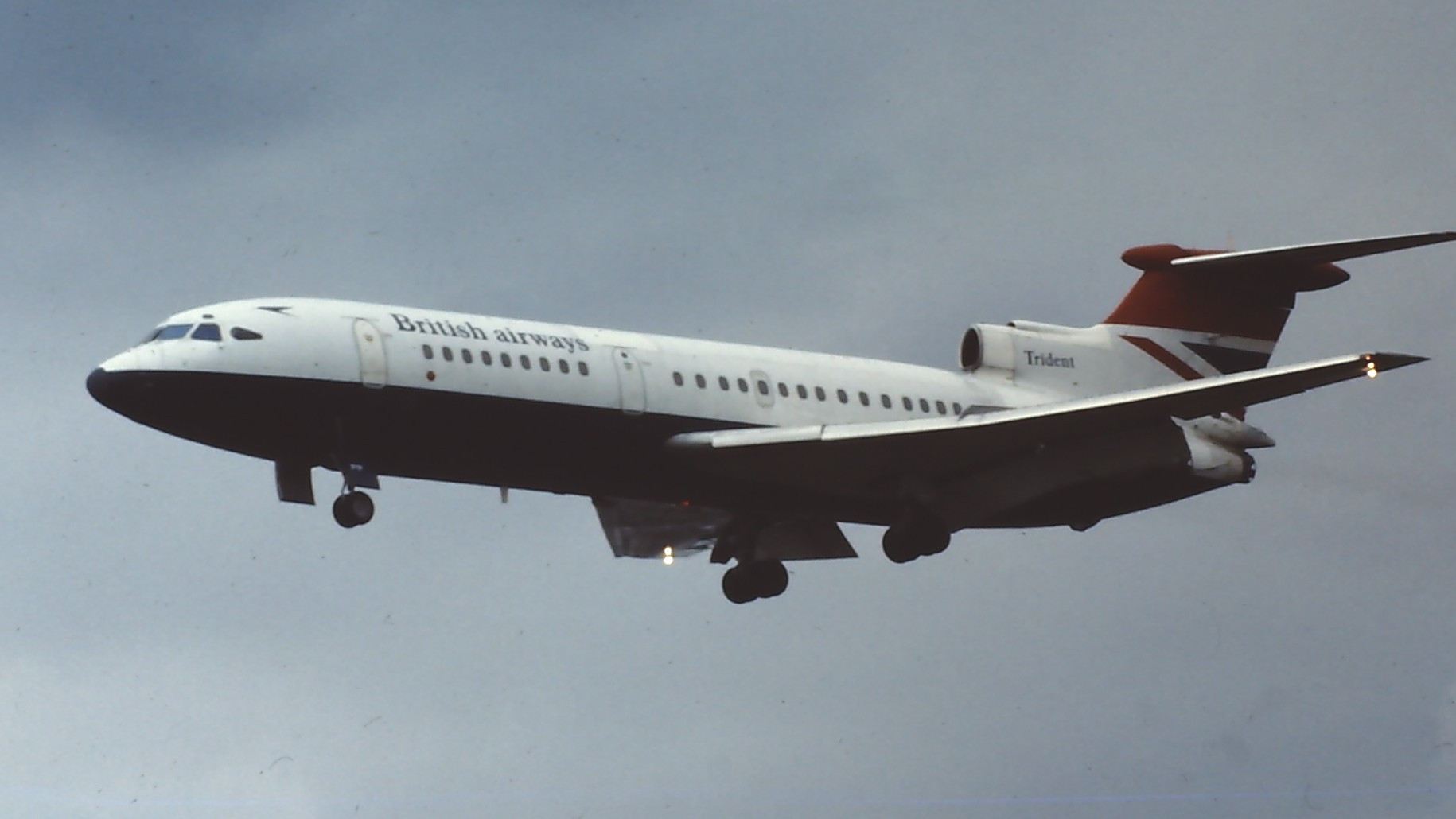
Hawker Siddeley Trident

Hawker Siddeley fou el nom unificat d'un grup de fabricants britànics destinats a la producció aeronàutica.
Històricament, destaca sobretot en la producció d'aeronaus militars per a la RAF durant la Segona Guerra Mundial i, després del conflicte, per a altres usuaris. Un dels seus productes més famosos fou el Hawker Hurricane, cavall de batalla de la RAF a la batalla d'Anglaterra.
Més tard, a la dècada del 1960, Hawker acabà adquirint els millors constructors britànics per establir-se com la companyia aeronàutica més important del país. El 1977, l'empresa fou nacionalitzada i fusionada amb d'altres per formar British Aerospace (BAe), fins al 1993, quan vengué els seus productes, sobretot avions de reacció, a la companyia estatunidenca Raytheon, que manté viva la tradició constructora de Hawker en els seus avions d'aquest tipus.

## Productes
La marca Hawker Siddeley no s'utilitzà en els seus propis productes fins al 1963. Abans d'això, les aeronaus es denominaven pel nom de la filial que les produïa (p. ex. Hawker Hurricane, De Havilland Comet o Gloster Javelin).
- HS121 Trident
- HS125 & Dominie
- HS146
- HS748
- HS780 Andover
- P.1121
- Kestrel
- Harrier
  - Harrier Jump Jet
- P.1154
- HS801 Nimrod
- HS1182 Hawk
- Airbus A300
- Argosy
- Buccaneer
- Comet 4
- Dove
- Gnat
- Heron
- Hunter
- Sea Vixen
- Vulcan
- Armstrong Whitworth AW.681
- Hawker-Siddeley Helicrane